# Cryptopygus zenderi
Cryptopygus zenderi är en urinsektsart som först beskrevs av Heinrich Georg Winter 1967.  Cryptopygus zenderi ingår i släktet Cryptopygus och familjen Isotomidae. Inga underarter finns listade i Catalogue of Life.